# 蒂莫西·朗兹
蒂莫西·朗兹（英語：Timothy Lowndes，1979年9月28日—），澳大利亚男子射击运动员。他曾代表澳大利亚参加1998年和2002年英联邦运动会射击比赛，获得三枚金牌、二枚银牌和二枚铜牌。